# Lawrence Singleton
Lawrence Bernard "Larry" Singleton (28 de julio de 1927 - 28 de diciembre de 2001) fue un criminal estadounidense conocido por perpetrar una infame violación y mutilación de la autoestopista adolescente Mary Vincent en California en 1978. Violó a Vincent y le cortó los brazos, luego la dejó abandonada en una alcantarilla de la Interestatal 5 del Cañón del Puerto, California para que muriera allí. Vincent logró ponerse a salvo y luego testificó contra Singleton. Liberado de prisión por buen comportamiento después de cumplir 8 años de su condena de 14 años, más tarde asesinó en Florida a Roxanne Hayes, madre de tres hijos. El 19 de febrero de 1997, la policía encontró a Singleton cubierto de sangre después de apuñalarla en su nuevo hogar.

## Biografía
Singleton nació en Tampa, Florida. Trabajó en el transporte naval.

## Primera condena
El 29 de septiembre de 1978, Singleton recogió a Mary Vincent originaria de Las Vegas, de 15 años, mientras hacía autostop en Berkeley, California. La dejó inconsciente tras golpearla con un mazo y pasó toda la noche violándola y la torturó cortando ambos antebrazos con un hacha. Singleton supuso que estaba muerta o cerca de la muerte, y la arrojó de un acantilado de 30 pies en la Interestatal 5 cerca del Cañón del Puerto, California, dejándola desnuda y desangrada. Ella mitigó el sangrado de sus antebrazos empujándolos en el lodo, y el lodo reprimió su sangrado mientras lograba volver a subir por el acantilado. Caminó durante tres millas, desnuda, cubierta de sangre y sin brazos, antes de encontrar y alertar a una pareja que pasaba, que la llevó a un hospital. En el momento del arresto de Singleton, Vincent llevaba brazos protésicos.
Seis meses después de la agresión, Vincent afrontó Singleton en el juicio, donde su testimonio ayudó para condenarle. Singleton fue sentenciado a 14 años en prisión, el máximo permitido por ley en California entonces. El juez de la causa remarcó: "Si tuviera el poder, le enviaría a prisión para el resto de su vida"
Mientras Vincent ganó una compensación económica de $2.56 millones contra Singleton, fue incapaz de recogerlo cuándo Singleton reveló que era insolvente por estar desempleado y tener mala salud, y sólo tenía $200 en ahorros.
Junto con los aspectos particularmente horripilantes e insensibles del crimen, el caso se hizo aún más notorio después de que Singleton fue puesto en libertad condicional después de cumplir solo ocho años de prisión. Pudo reducir su tiempo a través del buen comportamiento y trabajando como asistente de enseñanza en un aula de prisión. Singleton fue puesto en libertad condicional en el condado de Contra Costa, California, pero ninguna ciudad aceptaría su presencia, por lo que tuvo que vivir en un tráiler en los terrenos de San Quintín hasta que su libertad condicional terminara un año después.
Según la revista Time, "cuando las autoridades intentaron ubicarlo en una ciudad del Área de la Bahía tras otra, multitudes enojadas y el capítulo de Ángeles Guardianes de Tampa encabezaron protestas, gritaron, protestaron y finalmente prevalecieron". En Rodeo, aproximadamente 25 millas al nordeste de San Francisco, una multitud de aproximadamente 500 locales furiosos y armados forzaron a los agentes a moverle bajo guardia armada a una habitación de hotel. Las autoridades intentaron ubicarle al otro lado de la calle respecto del ayuntamiento de la ciudad de Concordia, pero aquello también provocó protestas y falló también.  Singleton fue evacuado de un apartamento en el condado de Contra Costa Condado vistiendo un chaleco antibalas después de que 400 residentes rodearon el edificio para protestar contra la decisión de colocarle allí permanentemente. El gobernador George Deukmejian ordenó que Singleton fuera colocado en un tráiler en San Quintín para la duración de su año de libertad condicional.
La indignación de esta sentencia dio lugar a una legislación, apoyada por Mary Vincent, que impide la liberación anticipada de los delincuentes que han cometido un delito en el que se utiliza la tortura. En 1987, la libertad condicional de Singleton llevó a la aprobación del "proyecto de ley Singleton" de California, que conlleva un 25 de años a cadena perpetua (Harrower, 1998). La indulgencia del sistema legal conmocionó e indignó a muchos. Un periodista que lo entrevistó comentó: "Lo que más me sorprendió, sin embargo, no fue su sentencia. Fue que Larry Singleton había analizado sus crímenes tan completamente en su mente que no justificaban ningún castigo". Justo antes de que Singleton terminara la libertad condicional, Donald Stahl, el fiscal del condado de Stanislaus en el juicio de Singleton, dijo: "Creo que, en todo caso, es peor ahora. No ha asumido la responsabilidad. Vive en una tierra de fantasía extraña y se libera todos los días. no acepta su culpa y no decidirá nunca volver a hacerlo ".

## Mudanza a Florida
Singleton regresó a su Florida natal después de su liberación. En 1990, fue condenado dos veces por robo. Cumplió una condena de 60 días por robar una cámara desechable de 10 dólares en la primavera de 1990 y en el invierno recibió una pena de prisión de dos años por robar un sombrero de 3 dólares. Antes de ser sentenciado por el último delito, se describió al juez como "un viejo confundido y confuso".
En la primavera de 1997, un vecino llamó policía para informar de que Singleton asaltó a una mujer en su casa en Sulphur Springs, Florida. Cuándo la policía respondió, encontraron el cuerpo de Roxanne Hayes; ella había sido acuchillada múltiples veces en la parte superior del cuerpo. Hayes era una trabajadora sexual y una madre de tres niños.
Mary Vincent viajó de California a Tampa para estar presente en el juicio de Singleton. Durante su testimonio, ella describió el ataque de Singleton y las consecuencias mentales de todo el caso. El juez sentenció Singleton a muerte. Sin embargo, murió de cáncer en 2001 un hospital de prisión en el Centro de Recepción de Florida Del norte en Starke, Florida.